# Charles Le Brun
Charles Le Brun (París, 24 de febrer de 1619 - ibídem, 22 de febrer de 1690) fou un pintor i decorador francès del segle xvii, conegut especialment per la decoració del Palau de Versalles i la famosa Galeria dels Miralls.
Als 11 anys el canceller Pierre Séguier el confià al taller del mestre Simon Vouet, de qui aprendrà l'ofici ajudat per François Perrier. El 1642 viatja a Itàlia amb Nicolas Poussin, on passaran quatre anys gràcies a l'ajuda financera del canceller. A la tornada a París, el superintendent de les finances del rei, Nicolas Fouquet, li demana que treballi per a la decoració del seu castell de Vaux-le-Vicomte. El 1648, sota la regència d'Anna d'Àustria, aconsegueix la fundació de l'Académie Royale de Peinture et de Sculpture, conjuntament amb el també pintor Philippe de Champaigne.
Després de la mort de Mazzarino i la caiguda en desgràcia de Jean Fouquet, Charles Le Brun és apropat a la cort del Rei Sol de la mà de Jean-Baptiste Colbert. Les pintures que va fer per a l'entrada triomfal de Lluís XIV a París el 1660 van servir-li per atraure l'atenció del monarca, fins al punt d'ennoblir-lo i de nomenar-lo el 1663 «Primer pintor del Rei» amb una pensió de 12.000 lliures. Aquell mateix any Colbert el nomena director de l'Académie Royale amb l'encàrrec de reorganitzar-la. El 1666, fundaran conjuntament l'Acadèmia de França a Roma.
Responsable de la decoració interior del palau de Versalles, té sota les seves ordres diverses desenes d'artistes i d'artesans. Durant tot aquest temps treballa també per a altres personalitats.
A la mort de Colbert, fou succeït pel seu enemic, François Michel Le Tellier, marquès de Louvois. El marquès no va mostrar cap mena de favor cap a Le Brun, qui, malgrat que seguia rebent el suport del rei, va sentir un canvi amarg en la seva posició. Això va contribuir a la malaltia que el va dur a la mort el 1690, a la seva mansió privada de París. Va ser inhumat a l'església de Saint-Nicolas-du-Chardonnet.